# Identifikátor objektu
Identifikátor objektu (anglicky object identifier – OID) ve výpočetní technice je identifikátor sloužící k jednoznačné identifikaci objektu (srovnej s URN).
V programování je identifikátor objektu obvykle implementačně závislé celé číslo nebo ukazatel, který jednoznačně identifikuje objekt. OID usilují o vytvoření hierarchie globálně jednoznačných identifikátorů objektu v distribuovaném systému.

## Popis
OID je uzel v grafu, který reprezentuje hierarchický jmenný prostor definovaném formálně ITU-T standardem ASN.1. Posloupnost čísel uzlů vycházející z kořene stromu jednoznačně identifikuje každý uzel stromu. Nové uzly je třeba registrovat u registrační autority uzlu. V takto definovaném stromě vycházejí z kořene následující tři hrany:
- 0: ITU-T
- 1: ISO
- 2: joint-iso-itu-t

## Použití
- V oblasti počítačové bezpečnosti slouží OID pro pojmenování většiny objektů v systému digitálních certifikátů podle standardu X.509, například pro položku Distinguished Name, Certificate Policy Statement (CPS), apod.
- V adresářových schématech a protokolech podle X.500 se používají pro unikátní pojmenování jednotlivých typů atributů, tříd objektů a dalších prvků schématu.
- V protokolu LDAP mají schémata, třídy objektů a typy atributů unikátní OID.
- V počítačových sítích se v protokolu Simple Network Management Protocol (SNMP) je OID identifikátor objektu v Management Information Base (MIB).
- HL7, DICOM a další standardy pro výměnu informací ve zdravotnictví používají OID pro globálně jednoznačnou identifikaci konkrétních informačních objektů a referencí na systémy kódů a číselníky datových prvků. DICOM používá místo OID název UID (Unique IDentifier).
- Registr OID IANA obsahuje seznam registrovaných entit, které používají OID pro referenci vnitřních struktur (např. atributů adresářů). Ke každé entitě je přiřazena počáteční referenční hodnota (např. 1.3.6.1.4.1.5518 pro TDS Telecom Inc.), která umožňuje používat libovolný interní číslovací plán (např. 1.3.6.1.4.1.5518.1.5.47 může odkazovat na atribut "CCID" LDAP adresáře přiřazeného zákazníkům). Tímto mechanismem lze jednoznačně identifikovat datové atributy v rámci firmy nebo jiné entity.

## Příklady
OID je možné nejčastěji vidět patří privátním enterprise numbers alokovaným organizací IANA v podstromu 1.3.6.1.4.1 (iso.org.dod.internet.private.enterprise).
Ve Spojených státech se rozšiřuje používání OID v oblasti zdravotnictví. Organizace Health Level Seven (HL7) vyvíjí standardy pro elektronickou výměnu lékařských informací a používá OID v podstromu 2.16.840.1.113883 (joint-iso-itu-t.country.us.organization.hl7). HL7 spravuje vlastní registr OID, který k 1. lednu 2008 obsahoval téměř 3000 uzlů, většinou pod kořenem HL7. Také Centra pro prevenci a kontrolu nemocí přijala systém OID pro správu mnoha komplexní množin hodnot nebo „slovníků“ používaných v oblasti zdravotnictví. Různé OID jsou dostupné pomocí Vocabulary Access and Distribution System v síti Public Health Information Network (PHIN) (VADS).